# Poprzednik
Poprzednik – w rachunku zdań pierwszy (w kolejności zapisu lub odczytywania) argument implikacji, w zapisie typu {\displaystyle p\to q} oznaczany symbolem {\displaystyle p.} Np. w zdaniu „Jeżeli pada deszcz, to na niebie są chmury” poprzednikiem jest zdanie „pada deszcz”. Drugi z argumentów implikacji nazywamy następnikiem.